# Chalcidische helm

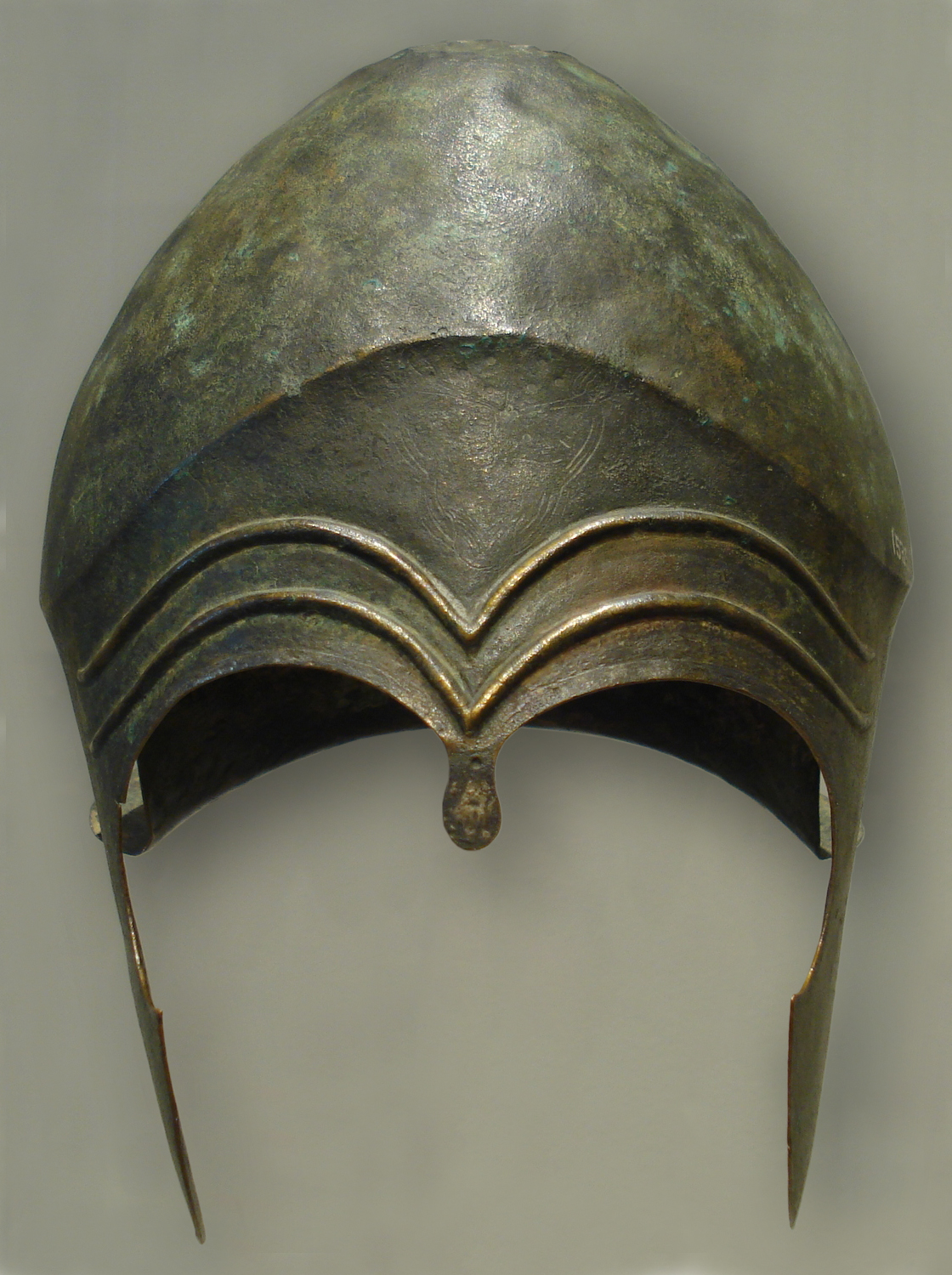

De Chalcidische helm was een helm die gebruikt werd in het Oude Griekenland. De helm was vooral populair tijdens de vijfde en vierde eeuw voor Christus. 

## Terminologie

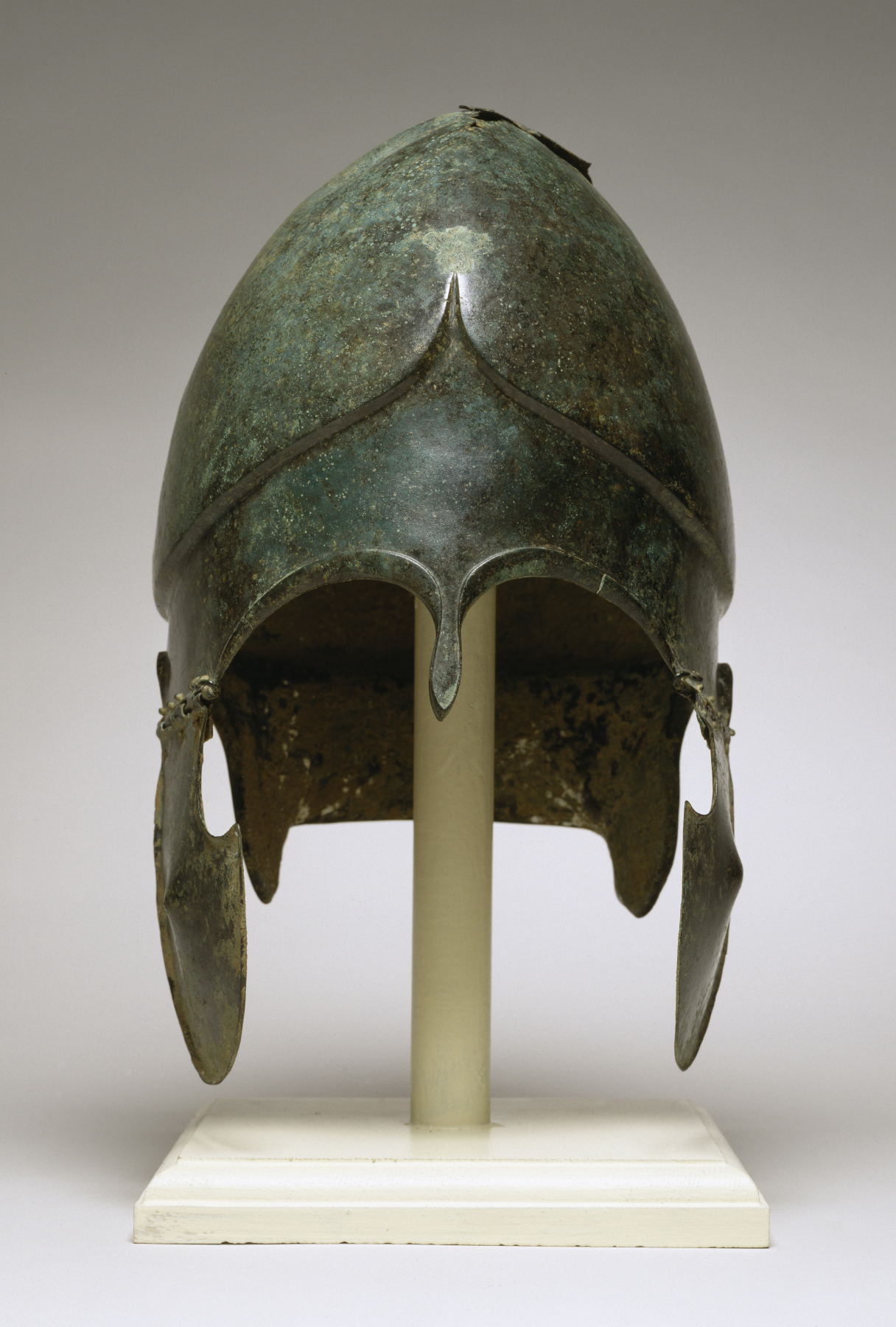

De helm wordt Chalcidisch genoemd omdat het eerst, afgebeeld werd op aardewerk waarvan men dacht dat het gemaakt was in de Euboïsche stad Chalcis. Eigenlijk is het niet bekend of de helm wel degelijk afkomstig is uit Chalcis; het is zelfs niet eens zeker dat het aardewerk in kwestie Chalcidisch was.

## Beschrijving

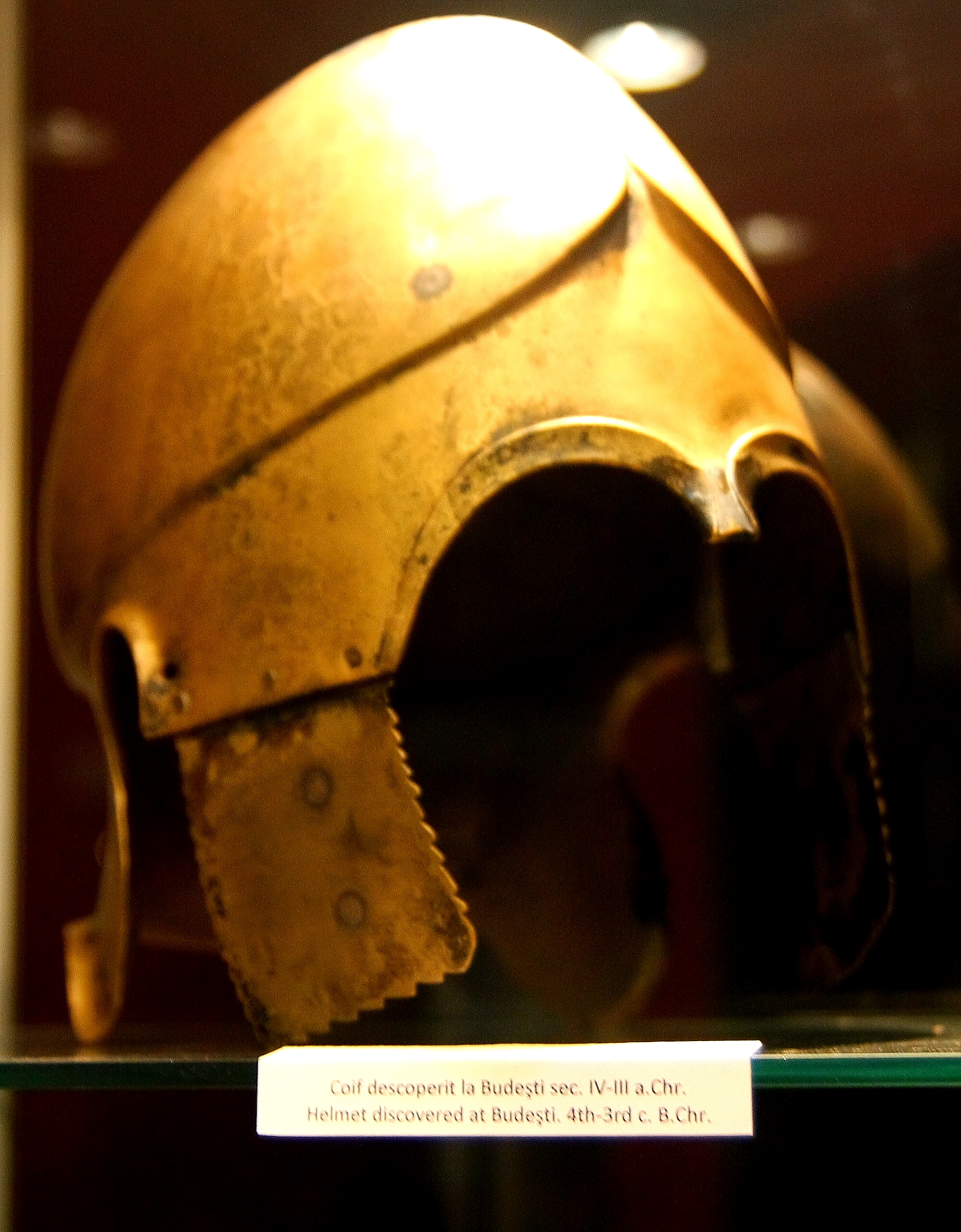

De Chalcidische helm was afgeleid van de Korinthische helm en werd gekenmerkt door ruimte voor de oren - hiermee een minpunt van de Korinthische helm wegwerkend - en een bredere opening voor de mond. Er zijn zowel helmen met scharnier- als vaste wangbeschermers gevonden.
De helm was een halve bol boven op de helm, en daaronder een paar wangbeschermers en een nekbeschermer. Vooraan, tussen de wangbeschermers was er een kleine neusbeschermer. De helm kon volledig gemaakt zijn uit één stuk brons, of de wangbeschermers waren vastgemaakt door scharnieren, wat de constructie van de helm en het opzetten van de helm gemakkelijker maakte. In Italië werd de helm met vaste wangbeschermers Chalcidisch genoemd, zijn variant met scharnierende wangbeschermers wordt een Lucanische helm genoemd, omdat deze veel gebruikt werd in Lucanië.

## Gebruik
Tegen de tijd van Alexander de Grote werd de helm nog steeds gedragen door zwaargewapende soldaten, vooral hoplieten (uitzondering hierop waren de Spartanen, die de Pyloshelm droegen, die veel gemakkelijker was in constructie). Het lijkt aannemelijk dat de Macedonische soldaten ook Chalcidische helmen droegen. Er wordt gedacht dat de helm op zijn beurt ook evolueerde in de Attische helm die iconisch is voor klassieke soldaten.

## Referentie
- art. Helmets, in The Panoply of the Greek Hoplite, classics.und.ac.za, 2000.